# Agatino San Martino Pardo
Agatino San Martino Pardo (Catania, 1773 – 11 dicembre 1856) è stato un astronomo e matematico italiano, fratello di Raimondo Sammartino Ramondetto, patrizio di Catania.

## Biografia
Agatino Sammartino o San Martino nacque figlio secondogenito di una nobile famiglia catanese (il padre era principe dei San Martino Pardo e la madre dei Paternò), fu allievo di Giuseppe Zahra e dal 1816 divenne professore di Matematica sublime (antico nome dell'Analisi matematica) nell'Università degli Studi di Catania; qui venne giubilato con la nomina di Professore emerito nel 1841, succedendogli Giuseppe Zurria. Studioso di analisi e strenuo divulgatore delle teorie di Lagrange, scrisse molte opere pregiatissime, tra le quali spiccano i "Principi fondamentali delle teorie delle funzioni analitiche di Lagrange". Al tempo, fu celebre per stile e per dottrina la sua opera in tre tomi "Lezioni alla cattedra di matematica sublime", edita dalla Tipografia della Regia Università di Catania nel 1833. La sua opera fu meritoriamente continuata dall'allievo Giuseppe Zurria (1810-1896).
Collaborò con l'astronomo Giuseppe Piazzi, che aveva scoperto il pianeta nano Cerere Ferdinandea. Contribuì a calcolarne l'orbita con alcune pubblicazioni contemporanee a quelle di Carl Friedrich Gauss.
Inoltre fu tra i soci più attivi dell'Accademia Gioenia, importante circolo scientifico del capoluogo etneo, e socio corrispondente dell'Accademia dei Georgofili, dell'Accademia Labronica e l'Accademia Reale delle Scienze di Parigi.
Si interessò anche al progetto del molo del porto di Catania, alla portata dei fiumi e anche alla realizzazione di mulini idraulici da grano. Fu sostenitore della scuola pubblica, a favore della quale scrisse un discorso al re Ferdinando I delle Due Sicilie. Donò tutti i suoi libri alla biblioteca dell'università, malgrado gli avessero negato una pensione per il lavoro svolto.
Fu senatore di Catania negli anni 1812-1813.
Alla sua memoria, tanto di uomo di scienza quanto di persona nota come pia e generosa, i catanesi dedicarono un busto nella villa Bellini, nel viale degli uomini illustri della città, e una scuola tecnica, poi trasformata in scuola media.